# Once in a Blue Moon: The Lost Album
Once in a Blue Moon: The Lost Album è il ventisettesimo album in studio di Rod Stewart, pubblicato nel 2010 dalla Rhino Records.

## Tracce
1. Ruby Tuesday – 4:22
2. The Groom's Still Waiting at the Altar – 4:10
3. Shotgun Wedding – 3:31
4. The Downtown Lights – 5:45
5. Windy Town – 4:53
6. This – 5:11
7. Stand Back – 5:42
8. Let the Day Begin – 4:59
9. First I Look at the Purse – 4:22
10. Tom Traubert's Blues – 11:17
11. The Groom's Still Waiting at the Altar (Studio Run-Throughs) – 19:09
12. First I Look at the Purse (Fast Version) – 3:31